# The Futurama Holiday Spectacular
The Futurama Holiday Spectacular — тринадцатый эпизод шестого сезона мультсериала «Футурама».

## Содержание
В этом эпизоде рассказаны 3 истории: про Торжество, Робонуку и Кванза.

### Торжественская история
Проникший в здание Planet Express, несмотря на все меры защиты, Робо-Санта убил Скраффи и заодно сказал, что для того, чтобы Торжество стало Рождеством, нужна ёлка. Но все ели были срублены для производства туалетной бумаги во время Пятидесятилетнего Поноса. Однако семена удалось раздобыть в Свальдбарском семенохранилище. Из этих семян Фраю удалось вырастить настоящую ёлку.
Позже голова президента Ричарда Никсона решила раздобыть ёлку и высадить возле Белого дома. Но семена оказались заражёнными вирусами из-за находящегося рядом склада бактериологического оружия, и ель стала очень быстро расти, рассыпая шишки, из которых столь же стремительно появлялись новые ели. Через несколько минут ели полностью покрыли территорию земного шара. Из-за этого уровень кислорода в воздухе стал быстро повышаться, достигнув 80 % (Фарнсворт обращает внимание на повышение уровня кислорода после десятипроцентной отметки, хотя нормальный процент кислорода в атмосфере Земли — 21). В конце концов, сигара, закуренная Бендером, стала причиной гигантского пожара, полностью уничтожившего всю жизнь на земле.

### Робонукская история
Одной из традиций празднования придуманного Бендером праздника Робонуки (пародия на Хануку) является борьба женороботов, политых машинным маслом в течение 6 недель. Но у Бендера был запас машинного масла только на 4 недели. Это должно быть обязательно минеральное масло, то есть сделанное из натуральной нефти, которую на земле уже не добывают много лет. Профессор решил, что небольшое количество нефти ещё могло остаться где-то под землёй. Бендер не мог ждать, и команда Planet Express направилась на поиски нефти на корабле, оснащённом буровой установкой. Долгие поиски не увенчались успехом, и, в конце концов, корабль на глубине чуть более 200 километров расплющило. Бендер прождал под землёй 500 миллионов лет, и за это время команда Planet Express превратилась в нефть, которую Бендер и залил в маслёнку. Но когда он поднялся на поверхность, оказалось, что масла, которого должно было хватить на 4 недели борьбы женороботов, с лихвой хватило на 500 миллионов лет (что пародирует подчеркнуто пессимистические прогнозы о количестве запасов нефти на Земле).

### Кванзаская история
Для того, чтобы правильно отпраздновать Кванза, нужны 7 восковых свечей. Парафиновые не подойдут. Но, как оказалось, воска на Земле не осталось, потому что земные пчёлы заразились паразитами и больше не производят воск. Тогда команда решила наведаться к космическим пчёлам.
Но космические пчёлы тоже оказались заражены паразитами. Из-за этих паразитов космические пчёлы воюют друг с другом. Однако, благодаря Гермесу пчёл удалось примирить. Дух Кванза уничтожил паразитов и пчёлы снова действуют сообща. И они решили сделать из команды Planet Express восковые свечи для празднования Кванзы.

## Персонажи
Список новых или периодически появляющихся персонажей сериала
- Робот-Санта
- Скраффи
- Малыш Тимми
- Голова Ричарда Никсона
- Гипер-цыплёнок
- ЛаБарбара Конрад
- Двайт Конрад
- Итан «Баблгам» Тэйт
- Барбадос Слим
- Кванзабот
- Петуния

## Изобретения будущего
- Устройство для общения с пчёлами.